# Districte d'Angoche
El districte d'Angoche és un districte de Moçambic, situat a la província de Nampula. Té una superfície de 2.986 kilòmetres quadrats. En 2007 comptava amb una població de 276.471 habitants. Limita al nord amb el districte de Mogincual, al nord-oest amb el districte de Nametil, al sud-oest amb el districte de Moma i a l'est amb l'oceà Índic.

## Divisió administrativa
El districte està dividit en quatre postos administrativos (Angoche, Aube, Boila-Nametoria i Namaponda), compostos per les següents localitats:
- Posto Administrativo d'Angoche:
  - Angoche
- Posto Administrativo d'Aube:
  - Aube
  - Catambo
- Posto Administrativo de Boila-Nametoria:
  - Boila
  - Nabruma
  - Malapa
- Posto Administrativo de Namaponda:
  - Namaponda